# Фінал кубка Англії з футболу 1976
Фінал кубка Англії з футболу 1976 — 95-й фінал найстарішого футбольного кубка у світі. Учасниками фіналу були «Саутгемптон» і «Манчестер Юнайтед». Перемогу з мінімальним рахунком 1:0 здобув «Саутгемптон».

## Шлях до фіналу
| «Саутгемптон»          | «Саутгемптон» | «Саутгемптон»                           | Раунд           | «Манчестер Юнайтед»       | «Манчестер Юнайтед» | «Манчестер Юнайтед»                     |
| ---------------------- | ------------- | --------------------------------------- | --------------- | ------------------------- | ------------------- | --------------------------------------- |
| Суперник               | Результат     | Матчі                                   |                 | Суперник                  | Результат           | Матчі                                   |
| «Астон Вілла»          | 3:2           | 1:1 вдома, 2:1 на виїзді (перегравання) | Третій раунд    | «Оксфорд Юнайтед»         | 2:1                 | 2:1 вдома                               |
| «Блекпул»              | 3:1           | 3:1 вдома                               | Четвертий раунд | «Пітерборо Юнайтед»       | 3:1                 | 3:1 вдома                               |
| «Вест-Бромвіч Альбіон» | 5:1           | 1:1 на виїзді, 4:0 вдома (перегравання) | П'ятий раунд    | «Лестер Сіті»             | 2:1                 | 2:1 вдома                               |
| «Бредфорд Сіті»        | 1:0           | 1:0 на виїзді                           | Шостий раунд    | «Вулвергемптон Вондерерз» | 4:3                 | 1:1 вдома, 3:2 на виїзді (перегравання) |
| «Крістал Пелес»        | 2:0           | 2:0 на нейтральному полі                | 1/2 фіналу      | «Дербі Каунті»            | 2:0                 | 2:0 на нейтральному полі                |

## Матч
| 1 травня 1976 15:00 BST |

| «Саутгемптон» | 1:0      | «Манчестер Юнайтед» |
| ------------- | -------- | ------------------- |
| Стоукс 83'    | Протокол |                     |

| Вемблі, Лондон Глядачів: 100 000 Арбітр: Клайв Томас |

|  |  |

|                  |  |                    |  |
|                  |  |                    |  |
| В                |  | Іан Тернер         |  |
| З                |  | Девід Піч          |  |
| З                |  | Мел Бліт           |  |
| З                |  | Джим Стіл          |  |
| З                |  | Пітер Родрігес (к) |  |
| ПЗ               |  | Боббі Стоукс       |  |
| ПЗ               |  | Нік Голмс          |  |
| ПЗ               |  | Джим Маккалліог    |  |
| ПЗ               |  | Пол Гілчріст       |  |
| Н                |  | Пітер Осгуд        |  |
| Н                |  | Майк Ченнон        |  |
| Запасні:         |  |                    |  |
| ПЗ               |  | Г'ю Фішер          |  |
| Головний тренер: |  |                    |  |
| Лоурі Макменемі  |  |                    |  |

|                  |  |                  |  |     |
|                  |  |                  |  |     |
| В                |  | Алекс Степні     |  |     |
| З                |  | Стюарт Г'юстон   |  |     |
| З                |  | Браян Грінгофф   |  |     |
| З                |  | Мартін Бакен (к) |  |     |
| З                |  | Алекс Форсайт    |  |     |
| ПЗ               |  | Гордон Гілл      |  | 66' |
| ПЗ               |  | Семмі Макілрой   |  |     |
| ПЗ               |  | Джеррі Дейлі     |  |     |
| ПЗ               |  | Стів Коппелл     |  |     |
| Н                |  | Стюарт Пірсон    |  |     |
| Н                |  | Лу Макарі        |  |     |
| Заміна:          |  |                  |  |     |
| ПЗ               |  | Девід Маккрірі   |  | 66' |
| Головний тренер: |  |                  |  |     |
| Томмі Дохерті    |  |                  |  |     |